# Daisaku Kadokawa
Daisaku Kadokawa (japonès: 門川大作)  (Kyoto, 23 de novembre de 1950) és un buròcrata i polític japonés. Actualment i des de l'any 2008 és l'alcalde de Kyoto. També ha exercit com a assessor del Kyoto Sanga FC, superintendent d'educació a la ciutat de Kyoto i membre del consell per a la reforma educativa durant el govern de Shinzō Abe.
Daisaku Kadokawa va nàixer al districte de Nakagyō de Kyoto, a la prefectura homònima, un 23 de novembre de 1950. Va cursar tots els seus estudis primaris i secundaris a la mateixa ciutat de Kyoto. El mateix any que es graduà, el 1969, va començar a treballar al departament d'educació de l'ajuntament de Kyoto. Ja treballant, Kadokawa es graduà a la facultat de dret de la Universitat Ritsumeikan. Després d'exercir com a director general de l'àrea d'afers generals del departament d'educació i director adjunt del mateix departament, fou finalment nomenat l'any 2001 com a superintendent del departament, càrrec que ocuparà fins al 2007. També fou membre del comitè d'educació central des de 2003 i membre del consell per a la reforma educativa durant el primer govern de Shinzo Abe, al 2006. L'any 2007 va renunciar a tots els seus càrrecs per tal de poder-se presentar com a candidat a les eleccions a l'alcaldia de Kyoto de 2008, les quals guanyà.

## Distincions
- Oficial de la Legió d'Honor. (2019)[4]